# 张立军 (1955年)
张立军（1955年11月—），河北滦南人，中华人民共和国政治人物。

## 工作经历
2009年5月升任中纪委干部室主任，2012年11月当选中国共产党第十八届中央纪律检查委员会委员。
2014年5月至2015年3月任中央纪委组织部部长。2015年3月至2018年2月任中央纪委驻全国人大机关纪检组长。2018年以中央第七巡视组组长身份，参加十九届中央第一轮巡视。2018年2月24日，当选为第十三届全国人大代表。